# لورن لاورا
لورن لاورا (انگلیسی: Lauren LaVera؛ زادهٔ ۱۴ ژوئن ۱۹۹۴) بازیگر اهل ایالات متحده آمریکا است. وی از سال ۲۰۱۶ میلادی تاکنون مشغول فعالیت بوده است.
از فیلم‌ها یا برنامه‌های تلویزیونی که وی در آن نقش داشته است می‌توان به تالاب‌ها، ترساننده ۲ و ترساننده ۳ اشاره کرد

## زندگی
لاورا در فیلادلفیا، پنسیلوانیا به دنیا آمد. او از کودکی به بازیگری علاقه داشت و علاوه بر تحصیل در دانشگاه تمپل به تمرین در این زمینه نیز پرداخت. اما این رشته تمرکز اصلی او نبود. او ابتدا قصد داشت مدرک دکترای حقوق بگیرد اما سپس اقدام به تغییر رشته به زبان انگلیسی کرد و در نهایت به جهت کار به عنوان اپتومتریست از تحصیل انصراف داد. پس از مرگ مادربزرگش که در جوانی آرزوی رقصنده و بازیگر شدن داشت، لاورا تصمیم گرفت بازیگری را به عنوان حرفه تمام‌وقت خود دنبال کند. همان روزی که از شغل اپتومتریست خود استعفا داد، لاورا شروع به شرکت در کلاس‌های بازیگری کرد.